# نوادا (میزوری)
نوادا، میزوری (به انگلیسی: Nevada) یک شهر در میزوری است که در شهرستان ورنن، میزوری واقع شده‌است.

## خصوصیات
نوادا ۲۳٫۴۷ کیلومترمربع مساحت و ۸٬۳۸۶ نفر جمعیت دارد و ۲۶۶ متر بالاتر از سطح دریا واقع شده‌است.